# Альбергати, Франческо
Франческо Альбергати (итал. Francesco Albergati Capacelli; 1728—1804) — итальянский поэт, театральный актёр, маркиз.

## Биография
Франческо Альбергати родился 29 апреля 1728 года в Болонье и получил хорошее воспитание.
С 1766 года жил в своем поместье Цола, предаваясь своим занятиям и общественным удовольствиям, и для учрежденного им там частного театра написал несколько комедий, при исполнении которых играл всегда сам главную роль.
Комедии Альбергати насыщены просветительскими идеями. Наиболее известные и успешные из них «Злой сплетник». Есть у Альбергати работы и в других драматических жанрах, но они менее успешны. 
Впоследствии он жил в кругу друзей в Вероне и Венеции, состоял в письменных отношениях с Вольтером, Гольдони, Баретти и другими и после мирной и довольно счастливой старости скончался 16 марта 1804 года в Цоле.
Согласно ЭСБЕ: в своих драматических сочинениях (12 т., Венеция, 1783—85), точно так же как в изданных им в сотрудничестве с аббатом Цакироли «Lettere capricciose» (Венеция, 1780) и в новеллах, он является только подражателем Вольтера.

## Избранная библиография
- Le convulsioni, Commedia in prosa d'un atto solo
- Nuovo Teatro Comico (1774-78)
- Novelle morali ad uso dei fanciulli, 1779
- Il Saggio Amico, Commedia, 1769
- Pasquale ossia Il postiglione burlato, dramma di Francesco Albergati Capacelli e F. Malaspina, ridotto in un atto da Filippo Pallavicino
- Ines de Castro
- Il conte di Commingio, 1767
- La Fedra
- Lettere piacevoli, se piaceranno (1792)
- Lettere varie (1793)
- Raccolta delle Lettere capricciose di Francesco Albergati Capacelli e di Francesco Zacchiroli dai medesimi capricciosamente stampate, Venezia, 1786.